# Passion (1954)
Passion is een Amerikaanse western uit 1954 onder regie van Allan Dwan. In Nederland werd de film destijds uitgebracht onder de titel De zweep der wrake.

## Verhaal
De veeboer Juan Obreón komt erachter dat hij vader is geworden van een zoon van Rosa, een van de dochters van zijn vriend Gaspar Melo. Don Domingo wil het land van Gaspar inpikken en hij richt een bloedbad aan. Juan Obreón heeft wraak in de zin.

## Rolverdeling
| Acteur          | Personage                |
| --------------- | ------------------------ |
| Cornel Wilde    | Juan Obreón              |
| Yvonne De Carlo | Rosa Melo / Antonia Melo |
| Raymond Burr    | Kapitein Rodriguez       |
| Lon Chaney jr.  | Castro                   |
| Rodolfo Acosta  | Salvador Sandro          |
| John Qualen     | Gaspar Melo              |
| Anthony Caruso  | Sergeant Muñoz           |
| Frank DeKova    | Martinez                 |